# Copa Houphouët-Boigny
La Copa Houphouët-Boigny o Supercopa ivoriana de futbol (Coupe Houphouët-Boigny o Super Coupe Félix Houphouët-Boigny) és una competició futbolística de Costa d'Ivori que enfronta els campions de lliga i copa del país.

## Historial
Font:
- 1975: ASEC Mimosas
- 1976: Sporting Club de Gagnoa
- 1977: Stella Club d'Adjamé
- 1978: Sporting Club de Gagnoa
- 1979: Africa Sports
- 1980: ASEC Mimosas
- 1981: Africa Sports 1-0 Stella Club d'Adjamé
- 1982: Africa Sports
- 1983: ASEC Mimosas
- 1984: Stella Club d'Adjamé
- 1985: Stade d'Abidjan
- 1986: Africa Sports
- 1987: Africa Sports
- 1988: Africa Sports
- 1989: Africa Sports
- 1990: ASEC Mimosas
- 1991: Africa Sports
- 1992: no es disputà
- 1993: Africa Sports
- 1994: ASEC Mimosas 4-2 Stade d'Abidjan [aet]
- 1995: ASEC Mimosas 4-4 Stade d'Abidjan [ASEC on pen]
- 1996: SO de l'Armée
- 1997: ASEC Mimosas 3-0 Africa Sports
- 1998: ASEC Mimosas 2-0 Africa Sports
- 1999: ASEC Mimosas 2-1 Africa Sports
- 2000-02: no es disputà
- 2003: Africa Sports 1-1 Stella Club d'Adjamé [4-2 pen]
- 2004: ASEC Mimosas 2-1 Stella Club d'Adjamé
- 2005: Séwé Sport 4-1 Jeunesse Club d'Abidjan
- 2006: ASEC Mimosas 1-0 Denguélé Sport
- 2007: ASEC Mimosas 3-0 Issia Wazi FC
- 2008: ASEC Mimosas
- 2009: ASEC Mimosas
- 2010: Jeunesse Club d'Abidjan 1-1 ASEC Mimosas [4-3 pen]
- 2011: ASEC Mimosas 2-1 Africa Sports
- 2012: Séwé Sport 4-0 Stella Club d'Adjamé[2]
- 2013: Séwé Sport 1-0 ASEC Mimosas
- 2014: Séwé Sport 2-0 ASEC Mimosas
- 2015: Africa Sports 1-0 AS Tanda
- 2016: AS Tanda 2-1 Séwé Sport
- 2017: ASEC Mimosas 1-0 Africa Sports